# Teatr Lalek Guliwer
Teatr Lalek Guliwer – teatr lalkowy znajdujący się w Warszawie na Mokotowie przy ulicy Różanej 16. Swój repertuar kieruje do dzieci.

## Opis
Teatr został założony w październiku 1945 roku przez grupę przewodzoną przez Irenę Sowicką. Pierwszą siedzibą zespołu była sala Robotniczego Towarzystwa Przyjaciół Dzieci przy ul. Marszałkowskiej 8. Nazwę „Guliwer” otrzymał w 1947 roku. Do obecnej siedziby przy ul. Różanej 16 przeniósł się w 1970 roku.
Organizatorem teatru jest m.st. Warszawa.